# Omocrates depressus
Omocrates depressus är en skalbaggsart som beskrevs av Blanchard 1850. Omocrates depressus ingår i släktet Omocrates och familjen Melolonthidae. Inga underarter finns listade i Catalogue of Life.